# Theodor Glasell
Theodor Frans Glasell, född 15 januari 1874 i Göteborg, död 31 december 1957 i Hosjö, Falun, var en svensk teckningslärare och målare.
Han var son till fabrikören CA Glasell och Mathilda Kristina Pettersson och från 1909 gift med Olga Sofia Nilsson. Han var far till Karin Glasell och Ingrid Käller. Han började sin yrkesutbildning som guldsmedslärling och kom där i kontakt med gravyren som öppnade hans ögon för konsten. Han studerade vid Slöjdföreningens skola i Göteborg och Tekniska skolans längre kurs i Stockholm 1897–1898 samt vid Högre konstindustriella skolan 1898-1901. Under tiden han studerade i Stockholm arbetade han som lärare vid Althins målarskola och startade själv en egen aftonskola i teckning där bland annat Axel Fridell studerade. Efter studierna anställdes han som teckningslärare vid Folkskoleseminariet i Falun och vid Tekniska skolan i Falun där han ledde aftonkurserna i yrkesritning. Efter sin pension ägnade han sig helt åt sitt eget konstnärskap. Separat ställde han ut ett flertal gånger i Falun samt i Gävle, Helsingborg och Örebro. Han medverkade i samlingsutställningar med Dalarnas konstförening sedan föreningens tillkomst 1926. Hans konst består huvudsakligen av akvareller där färgerna ligger vått i vått. Under studietiden i Göteborg målade han några kyrkfönster efter Ivar Callmanders skisser. Glasell är representerad vid Gävle museum och Luleå museum. Makarna Glasell är begravda på Hosjö kyrkogård.